# Suhivți, Pidvolociîsk
Suhivți (în ucraineană Сухівці) este un sat în comuna Nove Selo din raionul Pidvolociîsk, regiunea Ternopil, Ucraina.

## Demografie
Componența lingvistică a localității Suhivți
     Ucraineană (99,83%)
     Alte limbi (0,17%)
Conform recensământului din 2001, majoritatea populației localității Suhivți era vorbitoare de ucraineană (99,83%), existând în minoritate și vorbitori de alte limbi.